# Popiersie Aleksandra Puszkina (Niżny Nowogród)
Popiersie Aleksandra Puszkina (ros. Бюст А. С. Пушкина) – popiersie rosyjskiego poety, dramaturga i jednego z najwybitniejszych przedstawicieli romantyzmu rosyjskiego, Aleksandra Puszkina, znajdujące się w Niżnym Nowogrodzie, w Federacji Rosyjskiej.
Popiersie znajduje się przed brama główną „Akademickiego Teatru Opery i Baletu im. Aleksandra Puszkina” w Niżnym Nowogrodzie, którego od 10 lutego 1937 r. patronem jest Aleksandr Puszkin. Od 1986 roku w teatrze odbywa się corocznie festiwal Opery i Baletu. Z tego powodu w 1994 roku postanowiono zainstalować przed główną jego bramą popiersie Aleksandra Puszkina, które zostało sfinansowane ze zbiórki pieniędzy zorganizowanej przez mieszkańców Niżnego Nowogrodu. Autorem popiersia jest rosyjski rzeźbiarka Tatiana Chołujewa, która uhonorowana jest tytułem „Zasłużonego Artysty Rosji”. Uroczystego odsłonięcia popiersia dokonano w 1995 roku. Przedstawia ono Puszkina na granitowym postumencie, w momencie kreatywnego uniesienia, z rozwianym przez wiatr szalem, co ma podkreślać romantyzm dzieł Puszkina.